# Aiptasiomorpha paxi
Aiptasiomorpha paxi är en havsanemonart som beskrevs av Stephenson 1920. Aiptasiomorpha paxi ingår i släktet Aiptasiomorpha och familjen Aiptasiomorphidae. Inga underarter finns listade i Catalogue of Life.